# مولانا جلال‌الدین: زندگانی، فلسفه، آثار و گزیده‌ای از آنان
مولانا جلال‌الدین: زندگانی، فلسفه، آثار و گزیده‌ای از آنان کتابی از عبدالباقی گولپینارلی با ترجمهٔ توفیق سبحانی است که در سال ۱۳۶۳ منتشر و در مراسم کتاب سال جمهوری اسلامی ایران به‌عنوان کتاب برگزیده معرفی شد.